# Veľká Oružná (dolina)

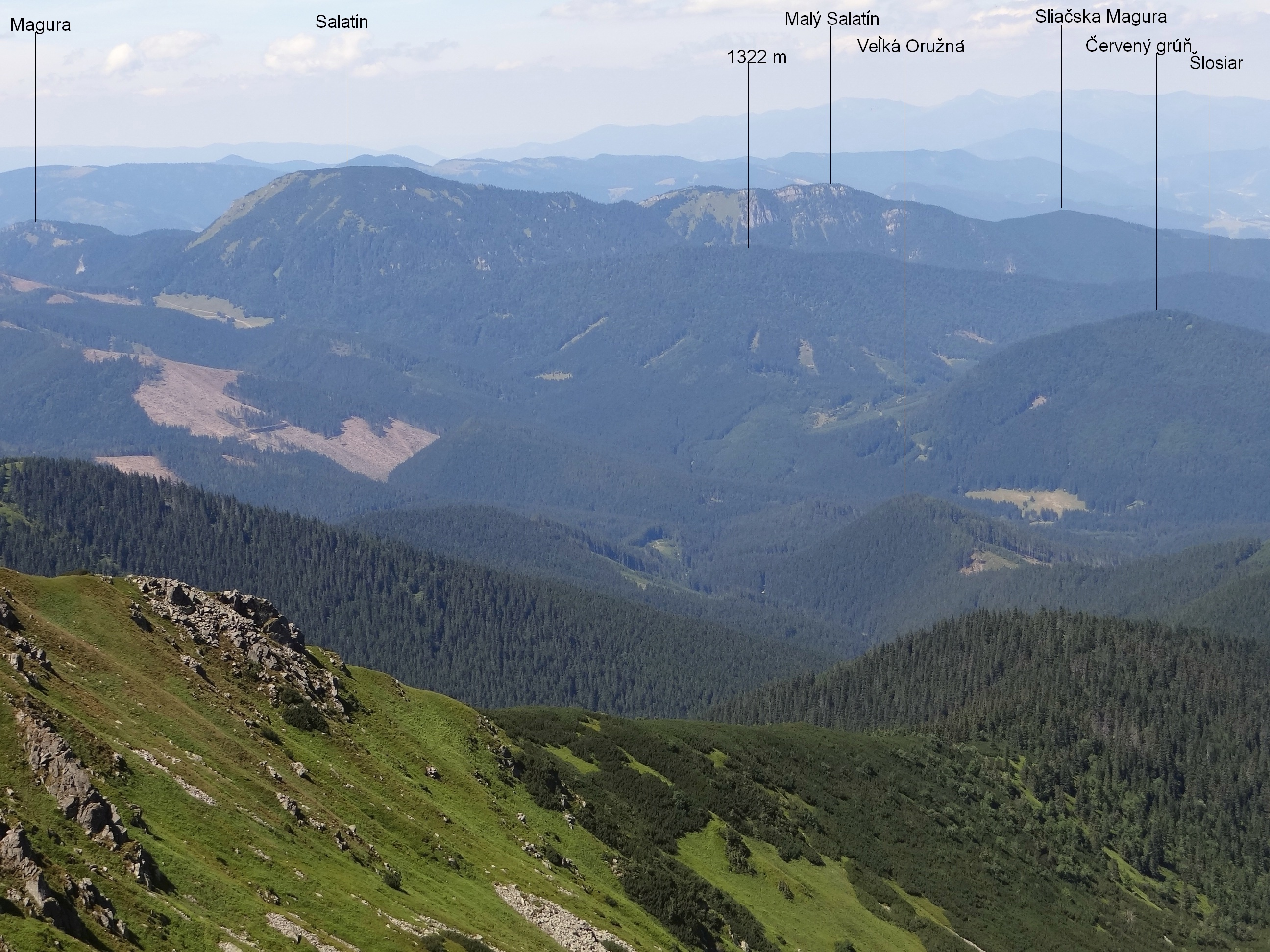
Widok z Chabenca

Veľka Oružná – dolina w zachodniej części Niżnych Tatr na Słowacji. Znajduje się w tzw. Ďumbierskich Tatrach (Ďumbierske Tatry) i jest orograficznie prawym odgałęzieniem Doliny Lupczańskiej (Ľupčianska dolina). Jej dnem spływa Veľký Oružný potok. 
Dolina ma wylot na wysokości około 820 m w górnej części Doliny Lupczańskiej, przy rozdrożu Tajch. Wznosi się w kierunku południowo-wschodnim do podnóży Chabenca (1955 m), gdzie znajduje się cyrk lodowcowy. Prawe obramowanie doliny tworzy grzbiet Krámeca ze szczytem Veľka Oružná, lewe odchodzący od Małego Chabeńca grzbiet ze szczytami Mestská hora i Javorina.
Veľka Oružná znajduje się w obrębie Parku Narodowego Niżne Tatry. Jest porośnięta lasem. Doliną poprowadzono szlak rowerowy.

## Szlaki turystyczne
odcinek: Tajch – Veľka Oružná – Javorina – Magurka